# Satélite artificial

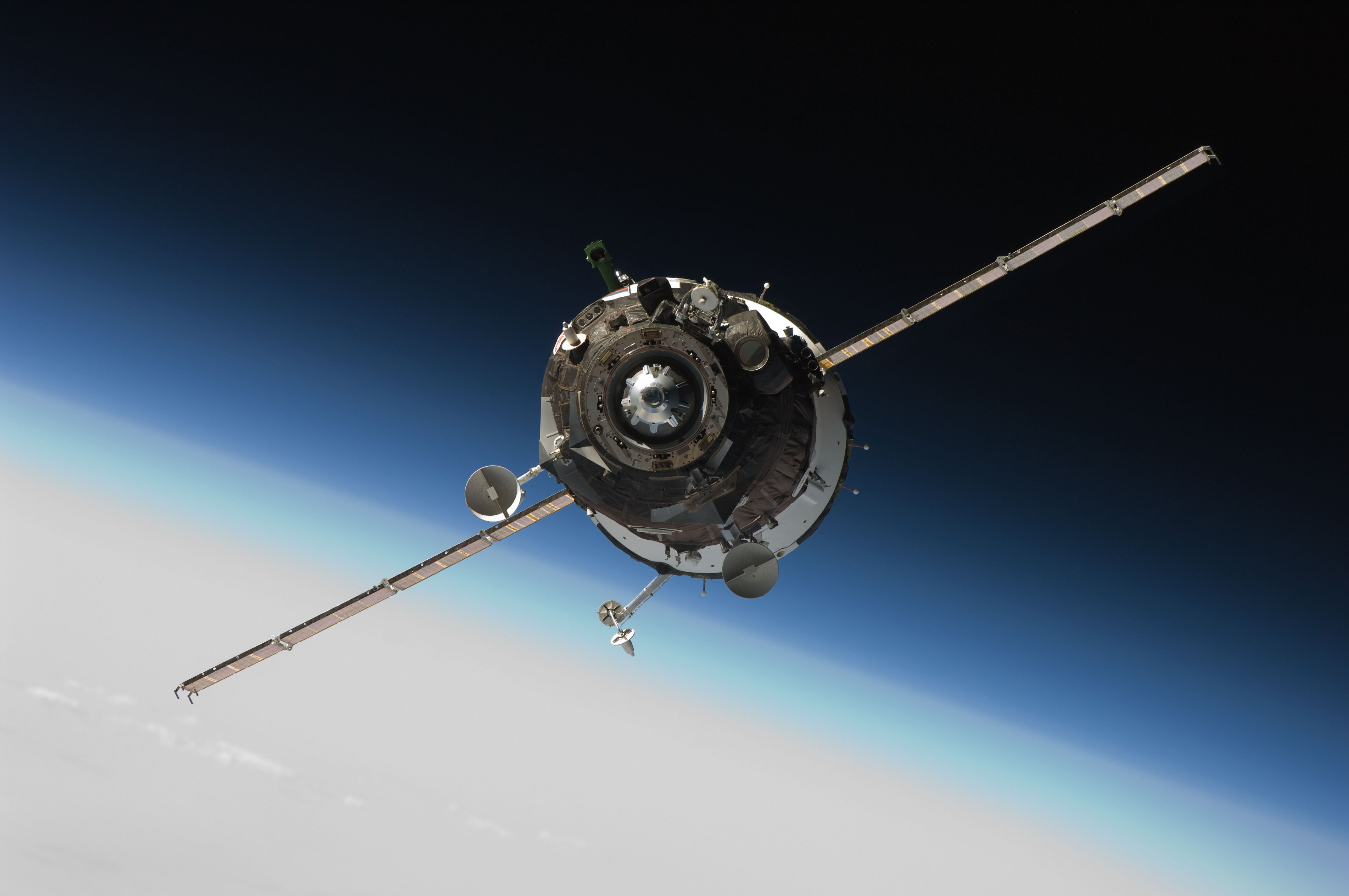
Satélite Soyuz TMA-16 acercándose a la EEI.

En el contexto de los vuelos espaciales, un satélite artificial o, solamente, satélite, es un objeto que ha sido puesto en la órbita de algún cuerpo celeste intencionadamente. Estos objetos se llaman satélites «artificiales» para distinguirlos de los satélites «naturales» —como la Luna— y generalmente recogen información para luego transmitirla.
El 4 de octubre de 1957 la Unión Soviética lanzó el primer satélite artificial, el Sputnik 1. Desde entonces, alrededor de unos 8.900 satélites han sido lanzados por más de 40 países. Según una estimación hecha en 2018, unos 5000 permanecen en órbita. De ellos, unos 1900 estaban operativos, mientras que el resto ha cumplido con su vida útil y se ha convertido en basura espacial.  
Los satélites artificiales se utilizan para muchos propósitos. Entre las modalidades más frecuentes se incluyen a los satélites de observación terrestre tanto civiles como militares, satélites de comunicaciones, satélites de navegación, satélites meteorológicos, observatorio espaciales. Las estaciones espaciales y las naves espaciales en órbita también son satélites.  
Se diferencian de las sondas espaciales en que estas se envían al espacio profundo, no tienen retorno y no orbitan, en principio, ningún astro, sin embargo, más de una docena de sondas han sido situadas en órbita alrededor de otros cuerpos celestes y han pasado a ser satélites artificiales de la Luna, Mercurio, Venus, Marte, Júpiter, Saturno, un cometa, el Sol y unos cuantos asteroides. Por lo cual, se puede inferir que todos los satélites artificiales son sondas espaciales mas no todas las sondas espaciales son satélites artificiales.
Las órbitas de los satélites varían considerablemente en función de la finalidad del satélite. Las más usadas son la órbita baja donde se ubica  el 63 % de los satélites operativos y la órbita geoestacionaria donde está el 29 %.  

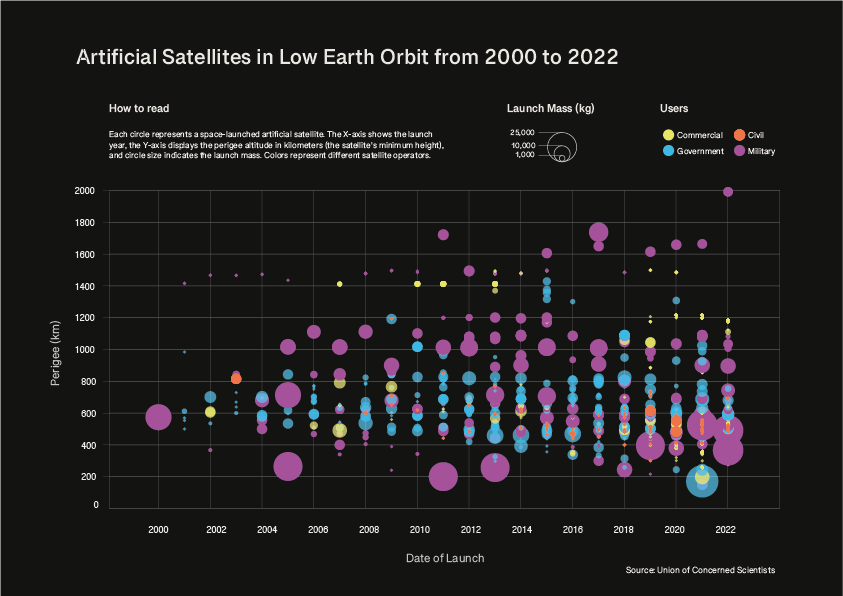
Satélites artificiales alrededor de la Tierra desde el año 2000 hasta el 2020

Los satélites pueden funcionar independientemente o como parte de un sistema más grande, ya sea mediante una formación de satélites o a través de una constelación de satélites.  
Una lanzadera espacial es un cohete que coloca un satélite en órbita y, por lo general, despegan desde una plataforma de lanzamiento en tierra. Algunos se lanzan desde un submarino o una plataforma marítima móvil, aunque también se puede hacer a bordo de un avión. 
Los satélites suelen ser sistemas semiindependientes controlados por ordenador. Los subsistemas satelitales están a cargo de muchas tareas, como la generación de energía, el control térmico, la telemetría, el control de altitud, la instrumentación científica, la comunicación, etc.

## Antecedentes históricos

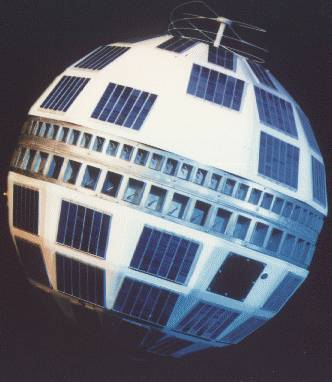
El 10 de julio de 1962 se pone en órbita Telstar, el primer satélite de telecomunicaciones.

La primera obra de ficción conocida que describe cómo un satélite artificial es lanzado a una órbita alrededor de la Tierra, aparece en un cuento de Edward Everett Hale, The Brick Moon (La luna de ladrillo), que fue publicado por entregas en Atlantic Monthly en 1869.
La idea reaparece en Los quinientos millones de la Begún (1879) de Julio Verne. En este libro, sin embargo, se trata de un resultado no intencionado del villano, al construir una pieza de artillería gigante para destruir a sus enemigos. Este le imprime al proyectil una velocidad superior a la pretendida, lo que lo deja en órbita como un satélite artificial.
En 1903, el ruso Konstantín Tsiolkovski publicó La exploración del espacio cósmico por medio de los motores de reacción, que es el primer tratado académico sobre el uso de cohetes para lanzar naves espaciales. Tsiolkovski calculó que la velocidad orbital requerida para una órbita mínima alrededor de la Tierra es, aproximadamente, 8 km/s  y que se necesitaría un cohete de múltiples etapas que utilizase oxígeno líquido e hidrógeno líquido como combustible. Durante su vida, publicó más de 500 obras relacionadas con el viaje espacial, propulsores de múltiples etapas, estaciones espaciales, escotillas para salir de una nave en el espacio y un sistema biológico cerrado para proporcionar comida y oxígeno a las colonias espaciales. También profundizó en las teorías sobre máquinas voladoras más pesadas que el aire, trabajando de forma independiente en mucho de los cálculos que realizaban los hermanos Wright en ese momento.
En 1928, Herman Potočnik publicó su único libro, Das Problem der Befahrung des Weltraums - der Raketen-motor (El problema del viaje espacial - el motor-cohete), un plan para progresar hacia el espacio y mantener presencia humana permanente. Potočnik diseñó una estación espacial y calculó su órbita geoestacionaria. También describió el uso de naves orbitales para observaciones pacíficas y militares y como se podrían utilizar las condiciones del espacio para realizar experimentos científicos. El libro describía satélites geoestacionarios, y analizaba la comunicación entre ellos y la tierra utilizando la radio, pero no trataba la idea de utilizarlos para comunicación en masa y como estaciones de telecomunicaciones.
En 1945, el escritor británico de ciencia ficción Arthur C. Clarke concibió la posibilidad de utilizar una serie de satélites de comunicaciones en su artículo en Wireless World, «Extra terrestrial relays». Clarke examinó la logística de un lanzamiento de satélite, las posibles órbitas y otros aspectos para la creación de una red de satélites, señalando los beneficios de la comunicación global de alta velocidad. También sugirió que tres satélites geoestacionarios proporcionarían la cobertura completa del planeta, pudiendo ser reemplazados cuando agotaran su vida útil.

## Historia de los satélites artificiales

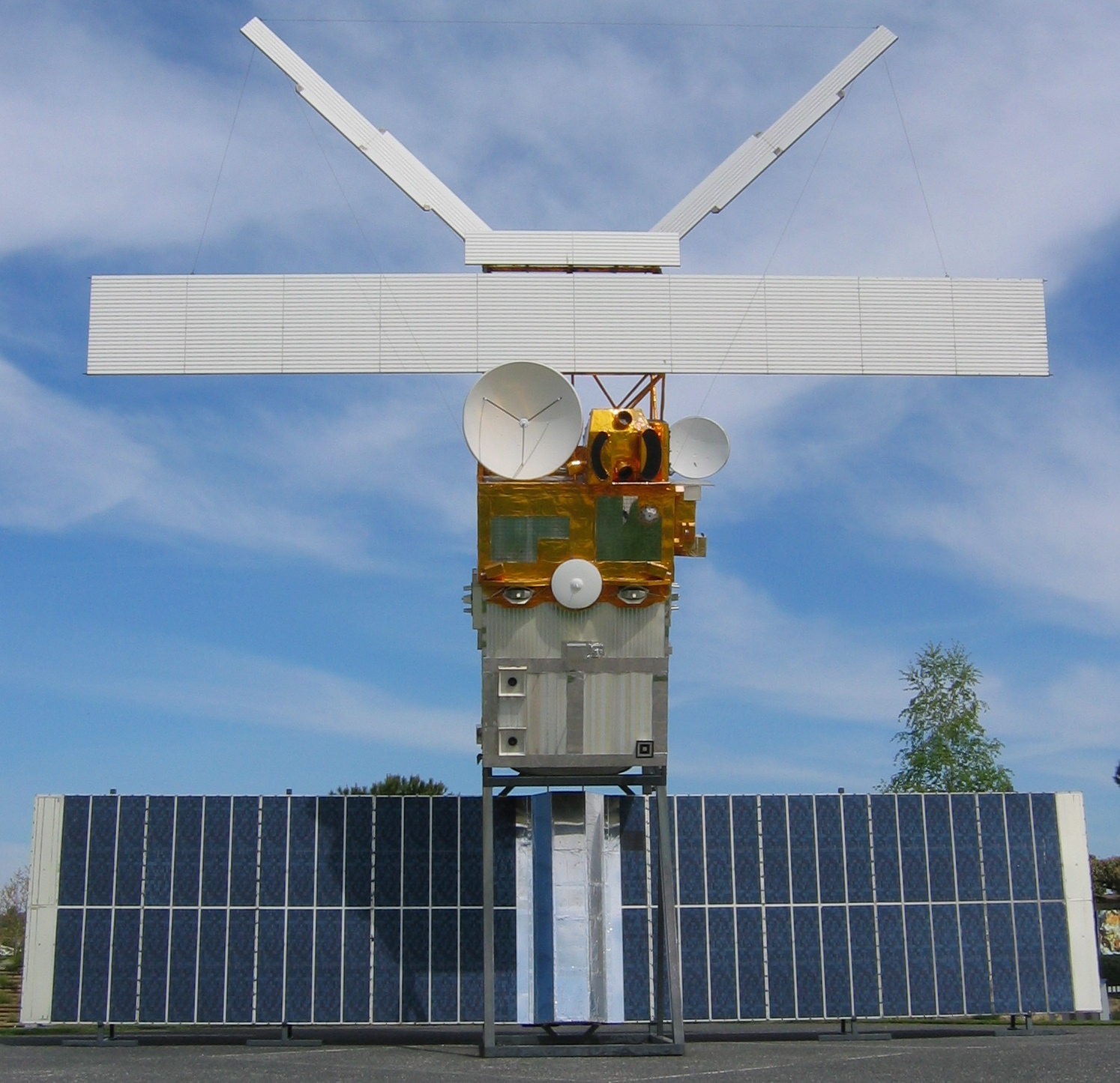
Satélite ERS-2.

Los satélites artificiales nacieron durante la guerra fría entre Estados Unidos y la Unión Soviética, que pretendían ambos conquistar el espacio.
En mayo de 1946, el Proyecto RAND presentó el informe Preliminary Design of an Experimental World-Circling Spaceship (Diseño preliminar de una nave espacial experimental en órbita), en el cual se decía que «Un vehículo satélite con instrumentación apropiada puede ser una de las herramientas científicas más poderosas del siglo XX. La realización de una nave satélite produciría una repercusión comparable con la explosión de la bomba atómica...».
La era espacial comenzó en 1946, cuando los científicos comenzaron a utilizar los cohetes capturados V-2 alemanes para realizar mediciones de la atmósfera. Antes de ese momento, los científicos utilizaban globos que llegaban a los 30 km de altitud y ondas de radio para estudiar la ionosfera. Desde 1946 a 1952 se utilizó los cohetes V-2 y Aerobee para la investigación de la parte superior de la atmósfera, lo que permitía realizar mediciones de la presión, densidad y temperatura hasta una altitud de 200 km.
Estados Unidos había considerado lanzar satélites orbitales desde 1945 bajo la Oficina de Aeronáutica de la Armada. El Proyecto RAND de la Fuerza Aérea presentó su informe pero no se creía que el satélite fuese una potencial arma militar, sino más bien una herramienta científica, política y de propaganda. En 1954, el Secretario de Defensa afirmó: «No conozco ningún programa estadounidense de satélites».
Tras la presión de la Sociedad Americana del Cohete (ARS), la Fundación Nacional de la Ciencia (NSF) y el Año Geofísico Internacional, el interés militar aumentó y a comienzos de 1955 la Fuerza Aérea y la Armada estaban trabajando en el Proyecto Orbiter, que evolucionaría para utilizar un cohete Jupiter-C en el lanzamiento de un satélite denominado Explorer 1 el 31 de enero de 1958.
El 29 de julio de 1955, la Casa Blanca anunció que los Estados Unidos intentarían lanzar satélites a partir de la primavera de 1958. Esto se convirtió en el Proyecto Vanguard. El 31 de julio, los soviéticos anunciaron que tenían intención de lanzar un satélite en el otoño de 1957.

## El hito soviético que cambió el mundo
Artículo principal, Sputnik 1

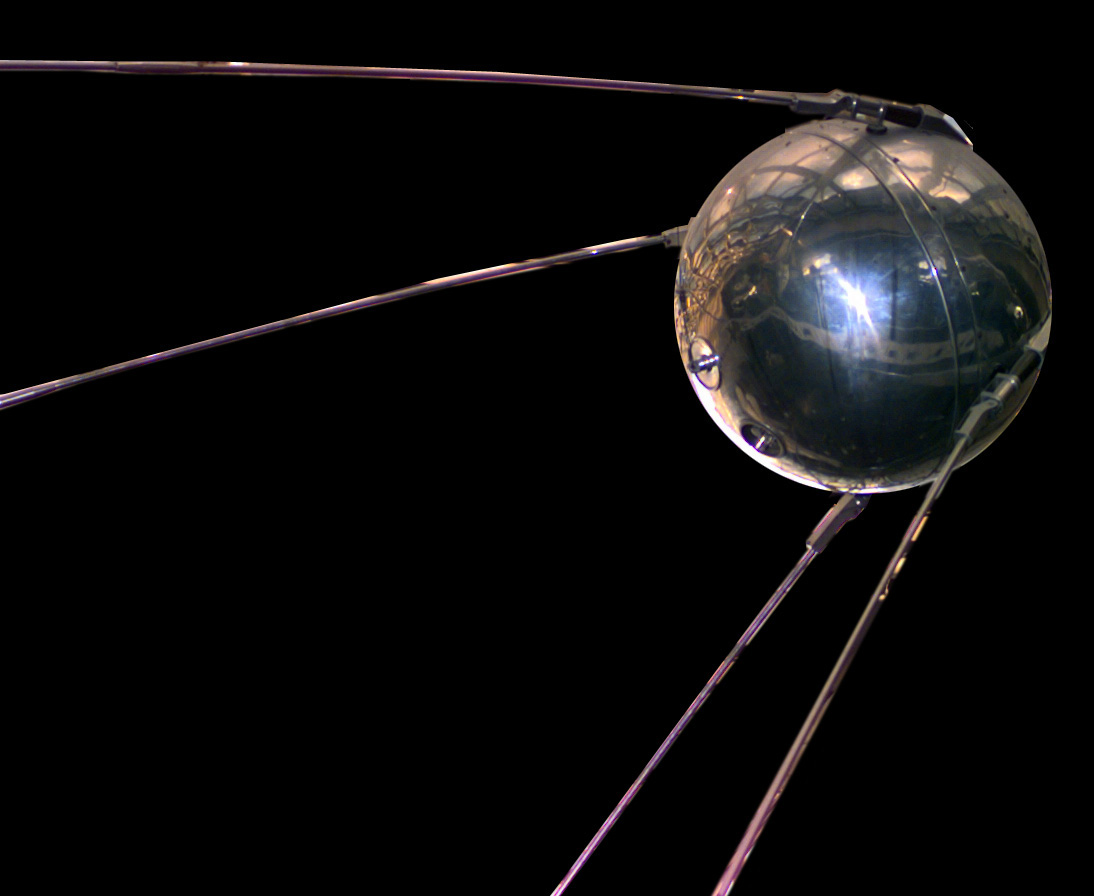
Satélite soviético Sputnik 1.

La Unión Soviética, desde el Cosmódromo de Baikonur, lanzó el primer satélite artificial de la humanidad, el 4 de octubre de 1957; marcando con ello el comienzo de la carrera espacial, logrando que la Unión Soviética, se adelantara a Estados Unidos en dicha carrera. Este programa fue llamado Sputnik, el cual al momento de colocarse exitosamente en órbita, emitió unas señales radiales en forma de pitidos, demostrando el éxito alcanzado por los científicos soviéticos.
Este programa fue seguido por otros logros rusos, como los programas Sputnik 2 y 3. Cabe señalar que en el Sputnik 2, la URSS logró colocar en órbita el primer animal en la historia, la perra llamada Laika. Con el Sputnik, la Unión Soviética, provocó una inseguridad en los Estados Unidos, debido al temor de que los soviéticos tengan misiles de largo alcance, dado que tenían la capacidad de lanzamientos orbitales.
En 1960 EE. UU. lanzó el primer satélite de comunicaciones: el Echo I era un satélite pasivo que no estaba equipado con un sistema bidireccional sino que funcionaba como un reflector. En 1962 EE. UU. lanzó el primer satélite de comunicaciones activos, el Telstar I, creando el primer enlace televisivo internacional.
La SSN (Red de Vigilancia Espacial) ha estado rastreando los objetos espaciales desde 1957, tras el lanzamiento del Sputnik I. Desde entonces, la SSN ha registrado más de 26 000 objetos orbitando sobre la Tierra y mantiene su rastreo sobre unos 8000 objetos de fabricación humana. El resto entran de nuevo en la atmósfera donde se desintegran o si resisten, impactan con la Tierra. Los objetos pueden pesar desde varias toneladas, como etapas de cohetes, hasta sólo unos kilogramos. Aproximadamente el 7 % de los objetos espaciales (unos 560 satélites) están en funcionamiento, mientras que el resto son chatarra espacial.
Se hace mención que una réplica idéntica, desarrollada en la República Socialista Federativa Soviética de Rusia, del famoso Sputnik se encuentra en el vestíbulo principal del edificio de las Naciones Unidas, en la ciudad de Nueva York, como símbolo del desarrollo tecnológico alcanzado por el hombre.[cita requerida]

## Tipos de satélites artificiales
Se pueden clasificar los satélites artificiales en dos grandes categorías: de observación y de comunicaciones.
Entre los satélites de observación se incluyen todos aquellos que recopilan datos y los envían a la tierra para su uso. Una gran cantidad de satélites en esta categoría toman fotografías de la propia tierra (o el cuerpo al cual orbitan), usando diferentes longitudes de onda. Pero también incluyen muy diversos campos de observación, como fotografía u observación astronómica, detectores del ambiente espacial (rayos cósmicos, viento solar, magnetismo), y otros campos.
Entre los satélites de comunicación se incluyen los usados para retransmisión de señales de un punto a otro de la tierra, facilitando las comunicaciones y la difusión. Este es el uso más comercial de los satélites e incluye cobertura a radio, televisión, internet, telefonía y otros usos.
Sin embargo, también es usual clasificar los satélites por su finalidad específica, y también por el tipo de órbita que describen:

### Por finalidad
- Satélites de comunicaciones, son los empleados para realizar telecomunicación (radio, televisión, telefonía).
- Satélites meteorológicos, son utilizados para la observación del medio ambiente, meteorología, cartografía sin fines militares, utilizados principalmente para registrar el tiempo atmosférico y el clima de la Tierra
- Satélites de navegación, que utilizan señales para conocer la posición exacta del receptor en la tierra, como los sistemas GPS, GLONASS y Galileo.
- Satélites de reconocimiento, denominados popularmente como satélite espía, son satélites de observación o comunicaciones utilizados por militares u organizaciones de inteligencia. La mayoría de los gobiernos mantienen la información de sus satélites como secreta.
- Armas espaciales, son satélites diseñados para destruir misiles enemigos, otros satélites y objetivos en tierra.
- Satélites astronómicos, son satélites utilizados para la observación de planetas, galaxias y otros objetos astronómicos.
- Satélites de energía solar, son una propuesta para satélites en órbita excéntrica que envíen la energía solar recogida hasta antenas en la Tierra como una fuente de alimentación.
- Satélites pequeños, con una masa y tamaño inusualmente bajos, generalmente debajo de los 500kg.
- Estaciones espaciales, son estructuras diseñadas para que el ser humano pueda vivir en el espacio exterior. Una estación espacial se distingue de otras naves espaciales tripuladas en que no dispone de propulsión o capacidad de aterrizar, utilizando otros vehículos como transporte hacia y desde la estación.

### Por tipo de órbita
Las órbitas de los satélites artificiales de La Tierra se pueden clasificar por: 
Por altitud

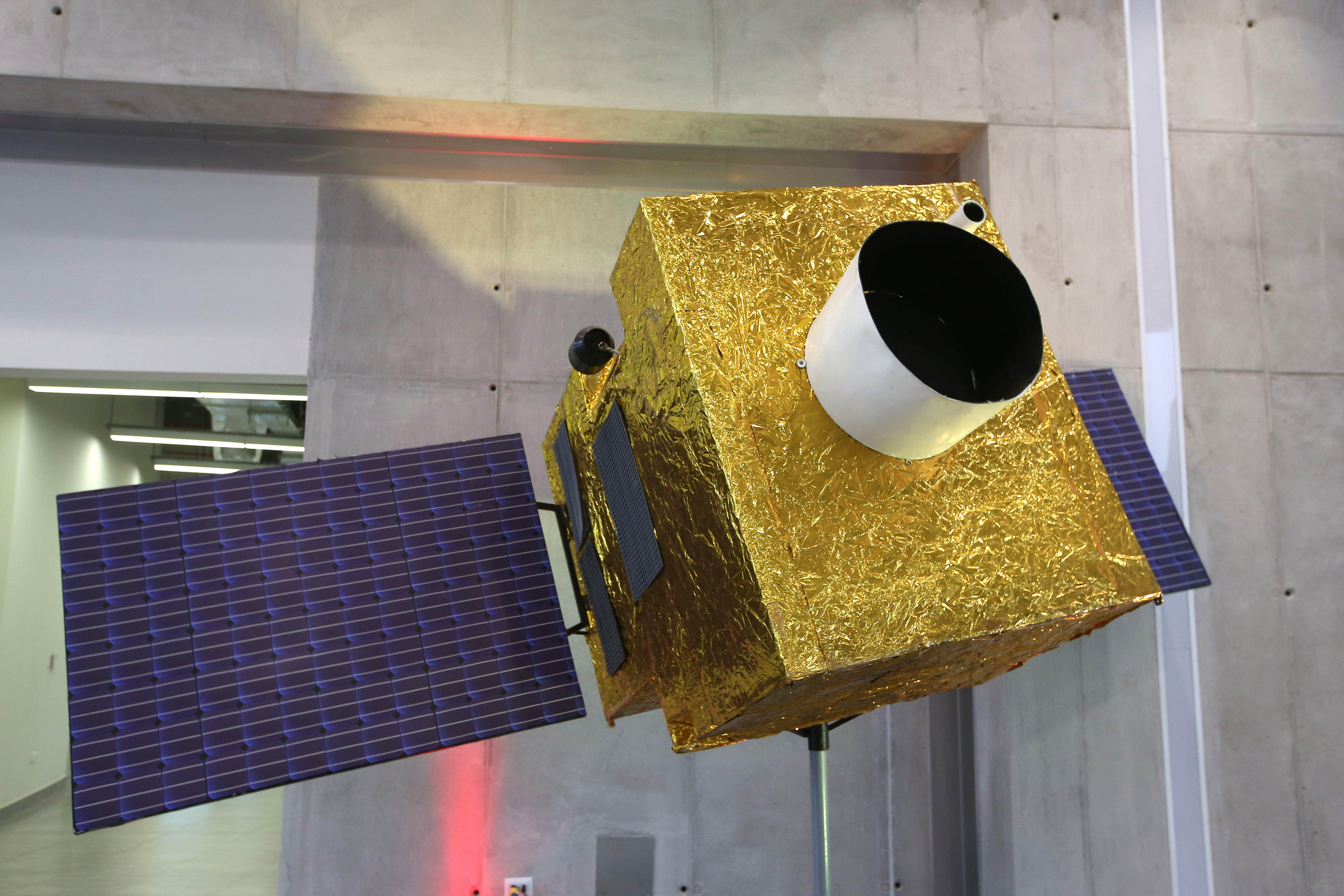
Réplica del PeruSat-1, el satélite más avanzado que posee Perú.

- Órbita terrestre baja: Son satélites de órbita baja, están a una altitud de 700 a 1400 km y tienen un periodo orbital de 80 a 150 minutos.

- Órbita terrestre media: rota de 9000 a 20 000 km y tiene un periodo orbital de 10 a 14 horas. También se la conoce como órbita circular intermedia. Aquí se ubica el 6 % de los satélites operativos (a 2018)También se la conoce como órbita circular intermedia.
- Órbita geoestacionaria: Es una órbita a una altitud de 35 786 km sobre el ecuador terrestre. Tiene un periodo orbital de 24 horas permaneciendo siempre sobre el mismo lugar de la tierra.

- Órbita terrestre alta: una órbita geocéntrica por encima de la órbita geosíncrona de 35 786 km; también conocida como órbita muy excéntrica u órbita muy elíptica.

Por su centro
- Órbita de Mólniya: órbita usada por la URSS y actualmente Rusia para cubrir por completo su territorio muy al norte del planeta.
- Órbita geocéntrica: una órbita alrededor de la Tierra. Existen aproximadamente 11.000 satélites artificiales orbitando alrededor de la Tierra en el año secular del 2025.
- Órbita areocéntrica: una órbita alrededor de Marte.
- Órbita heliocéntrica: una órbita alrededor del Sol. En el Sistema Solar, los planetas, cometas y asteroides siguen esa órbita. El satélite artificial Kepler, sigue una órbita heliocéntrica.
- Órbita galactocéntrica: órbita alrededor del centro de una galaxia. El Sol terrestre sigue este tipo de órbita alrededor del centro galáctico de la Vía Láctea.

Por excentricidad
- Órbita circular: una órbita cuya excentricidad es cero y su trayectoria es un círculo. La velocidad orbital es constante en todos los puntos de la órbita.
  - Órbita de transferencia de Hohmann: una maniobra orbital que traslada a una nave desde una órbita circular a otra.
- Órbita elíptica: una órbita cuya excentricidad es mayor que cero pero menor que uno y su trayectoria tiene forma de elipse. La velocidad orbital no es constante, es máxima en el perigeo y mínima en el apogeo[12] Aquí se ubica el 2 % de los satélites operativos en 2018.
  - Órbita de Mólniya: una órbita muy excéntrica con una inclinación de 63,4º y un período orbital igual a la mitad de un día sideral (unas doce horas).
  - Órbita de transferencia geoestacionaria (GTO): una órbita elíptica cuyo perigeo es la altitud de una órbita baja terrestre y su apogeo es la de una órbita geoestacionaria.
  - Órbita de transferencia geosíncrona: una órbita elíptica cuyo perigeo es la altitud de una órbita baja terrestre y su apogeo es la de una órbita geosíncrona.
  - Órbita tundra: una órbita muy excéntrica con una inclinación de 63,4º y un período orbital igual a un día sideral (unas 24 horas).
  - Órbita altamente elíptica (HEO): órbita elíptica con una alta excentricidad y, normalmente, geocéntrica.
- Órbita hiperbólica: una órbita cuya excentricidad es mayor que uno. En tales órbitas, la nave escapa de la atracción gravitatoria y continua su vuelo indefinidamente.
- Órbita parabólica: una órbita cuya excentricidad es igual a uno. En estas órbitas, la velocidad es igual a la velocidad de escape.
  - Órbita de captura: una órbita parabólica de velocidad alta donde el objeto se acerca al planeta.
  - Órbita de escape: una órbita parabólica de velocidad alta donde el objeto se aleja del planeta.

Por inclinación
- Órbita inclinada: una órbita cuya inclinación orbital no es cero.
  - Órbita polar: una órbita que pasa por encima de los polos del planeta. Por tanto, tiene una inclinación de 90° o aproximada.
  - Órbita polar heliosíncrona: una órbita casi polar que pasa por el ecuador terrestre a la misma hora local en cada pasada.Satélite artificial mexicano Morelos II, uno de los más avanzados de su época, el cual ha sido utilizado en el 2004.

Por sincronía

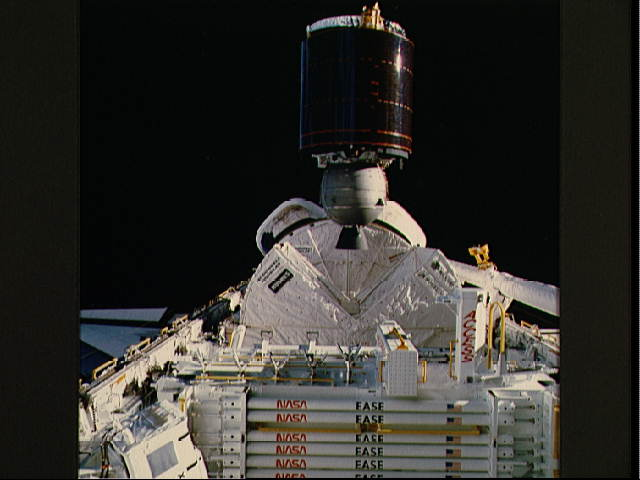
Satélite artificial mexicano Morelos II, uno de los más avanzados de su época, el cual ha sido utilizado en el 2004.

- Órbita areoestacionaria (AEO): una órbita areosíncrona circular sobre el plano ecuatorial a unos 17 000 km de altitud. Similar a la órbita geoestacionaria pero en Marte.
- Órbita areosíncrona (ASO): una órbita síncrona alrededor del planeta Marte con un periodo orbital igual al día sideral de Marte, 24,6229 horas.
- Órbita geosíncrona (GSO): una órbita a una altitud de 35 768 km. Estos satélites trazarían una analema en el cielo.
  - Órbita cementerio: una órbita a unos cientos de kilómetros por encima de la geosíncrona donde se trasladan los satélites cuando acaba su vida útil.
  - Órbita geoestacionaria (GEO): una órbita geosíncrona con inclinación cero. Para un observador en el suelo, el satélite parecería un punto fijo en el cielo.
- Órbita heliosíncrona: una órbita heliocéntrica sobre el Sol donde el periodo orbital del satélite es igual al periodo de rotación del Sol. Se sitúa a aproximadamente 0,1628 UA.
- Órbita semisíncrona: una órbita a una altitud de 12 544 km aproximadamente y un periodo orbital de unas 12 horas.
- Órbita síncrona: una órbita donde el satélite tiene un periodo orbital igual al periodo de rotación del objeto principal y en la misma dirección. Desde el suelo, un satélite trazaría una analema en el cielo.

Otras órbitas
- Órbita de herradura: una órbita en la que un observador parecer ver que orbita sobre un planeta pero en realidad coorbita con el planeta. Un ejemplo es el asteroide (3753) Cruithne.
- Punto de Lagrange: los satélites también pueden orbitar sobre estas posiciones.

## Fin de vida útil
Cuando los satélites finalizan su vida útil, los operadores del satélite pueden desorbitar el satélite, moverlo a una órbita cementerio o dejarlo en su órbita actual. Históricamente, debido a restricciones presupuestarias al principio de las misiones de los satélites, rara vez se diseñaban satélites para ser desorbitados. La mayoría de los satélites son movidos a una órbita cementerio o dejados en su órbita. A partir de 2002, la FCC obliga a todos los satélites estadounidenses geoestacionarios a que se comprometan, antes del lanzamiento, a mover el satélite a una órbita cementerio una vez terminada su vida operacional.
En los casos en los que los satélites caen descontroladamente a la Tierra, la altura de desintegración del satélite debida a fuerzas aerodinámicas y temperatura es de 78 km, con un rango entre 72 y 84 km. Los paneles solares son destruidos antes que cualquier otro componente a altitudes entre 90 y 95 km.

## Países con capacidad de lanzamiento
Un total de once países y el grupo formado por la ESA (Agencia Espacial Europea) han lanzado satélites a órbita, incluyendo la fabricación del vehículo de lanzamiento. Existe también otros países que tienen capacidad para diseñar y construir satélites, pero no han podido lanzarlos de forma autónoma sino con la ayuda de servicios extranjeros.
| País            | Año del primer lanzamiento | Primer satélite  | Cargas útiles en órbita a 2018 |
| --------------- | -------------------------- | ---------------- | ------------------------------ |
| Unión Soviética | 1957                       | Sputnik 1        | (Rusia, Ucrania) 1.510         |
| Estados Unidos  | 1958                       | Explorer 1       | 1.579                          |
| Francia         | 1965                       | Astérix          | 61                             |
| Japón           | 1970                       | Osumi            | 172                            |
| China           | 1970                       | Dong Fang Hong I | 316                            |
| Reino Unido     | 1971                       | Prospero X-3     | 47                             |
| India           | 1981                       | Rohini           | 89                             |
| Israel          | 1988                       | Ofeq 1           | 18                             |
| Irán            | 2009                       | Omid             | 1                              |
| Corea del Norte | 2012                       | Kwangmyŏngsŏng-3 | 2                              |
| Corea del Sur   | 2013                       | STSAT-2C         | 24                             |

El programa espacial de Brasil ha intentado en tres ocasiones fallidas lanzar satélites, la última en 2003. Irak aparece en ocasiones como país con capacidad de lanzamiento con un satélite de 1989 aunque no ha sido confirmado. Corea del Norte afirma haber lanzado su satélite Kwangmyongsong en 1998, aunque tampoco está confirmado. La ESA lanzó su primer satélite a bordo de un Ariane 1 el 24 de diciembre de 1979. Argentina a la fecha se encuentra en fase de pruebas como paso intermedio para el desarrollo final de su propio lanzador satelital Tronador el cual se prevé que este listo para el periodo 2022.
| País                    | Año del primer lanzamiento | Primer satélite            | Cargas útiles en órbita a 2018 |
| ----------------------- | -------------------------- | -------------------------- | ------------------------------ |
| Unión Soviética (Rusia) | 1957                       | Sputnik 1                  | (Rusia, Ucrania) 1507          |
| Estados Unidos          | 1958                       | Explorer 1                 | 1619                           |
| Canadá                  | 1962                       | Alouette 1                 | 48                             |
| Italia                  | 1964                       | San Marco 2                | 27                             |
| Francia                 | 1965                       | Astérix                    | 68                             |
| Australia               | 1967                       | WRESAT                     | 21                             |
| Alemania                | 1969                       | Azur                       | 54                             |
| Japón                   | 1970                       | Osumi                      | 173                            |
| China                   | 1970                       | Dong Fang Hong I           | 312                            |
| Reino Unido             | 1971                       | Prospero X-3               | 43                             |
| Polonia                 | 1973                       | Intercosmos Kopernikus 500 | 2                              |
| Países Bajos            | 1974                       | ANS                        | 6                              |
| España                  | 1974                       | Intasat                    | 34                             |
| India                   | 1975                       | Aryabhata                  | 88                             |
| Indonesia               | 1976                       | Palapa A1                  | 16                             |
| Checoslovaquia          | 1979                       | Magion 1                   | 5                              |
| Bulgaria                | 1981                       | Intercosmos 22             | 1                              |
| Brasil                  | 1985                       | BrasilSat A1               | 17                             |
| México                  | 1985                       | Morelos I                  | 17                             |
| Suecia                  | 1986                       | Viking                     | 12                             |
| Israel                  | 1988                       | Ofeq 1                     | 17                             |
| Luxemburgo              | 1988                       | Astra 1A                   | 4                              |
| Argentina               | 1990                       | Lusat 1                    | 19                             |
| Pakistán                | 1990                       | Badr-1                     | 6                              |
| Corea del Sur           | 1992                       | KITSAT-1                   | 24                             |
| Portugal                | 1993                       | PoSAT-1                    | 2                              |
| Tailandia               | 1993                       | Thaicom 1                  | 9                              |
| Turquía                 | 1994                       | Turksat 1B                 | 15                             |
| Chile                   | 1995                       | Fasat-Alfa                 | 3                              |
| Malasia                 | 1996                       | MEASAT                     | 4                              |
| Noruega                 | 1997                       | Thor 2                     | 9                              |
| Filipinas               | 1997                       | Mabuhay 1                  | 2                              |
| Egipto                  | 1998                       | Nilesat 101                | 5                              |
| Singapur                | 1998                       | ST-1                       | 10                             |
| Dinamarca               | 1999                       | Ørsted                     | 9                              |
| Sudáfrica               | 1999                       | SUNSAT                     | 6                              |
| Arabia Saudita          | 2000                       | Saudisat 1A                | 12                             |
| EAU                     | 2000                       | Thuraya 1                  | 9                              |
| Argelia                 | 2002                       | Alsat 1                    | 6                              |
| Grecia                  | 2003                       | Hellas Sat 2               | 4                              |
| Nigeria                 | 2003                       | Nigeriasat 1               | 6                              |
| Irán                    | 2005                       | Sina-1                     | 1                              |
| Kazajistán              | 2006                       | KazSat 1                   | 1                              |
| Colombia                | 2007                       | Libertad 1                 | 2                              |
| Vietnam                 | 2008                       | VINASAT-1                  | 3                              |
| Venezuela               | 2008                       | VENESAT-1                  | 3                              |
| Letonia                 | 2009                       | Venta-1                    | 1                              |
| Ecuador                 | 2013                       | NEE-01 Pegaso              | 2                              |
| Bolivia                 | 2013                       | TKSAT-1 (Túpac Katari)     | 1                              |
| Perú                    | 2013                       | PUCP SAT-1                 | 5                              |
| Uruguay                 | 2014                       | Antel-Sat                  | 1                              |
| Costa Rica              | 2018                       | Batsú-CS1 (Proyecto Irazú) | 1                              |
| Guatemala               | 2020                       | Quetzal-1 (Proyecto UV )   | 1                              |
| Paraguay                | 2021                       | GuaraníSat-1               | 1                              |

Kazajistán lanzó su satélite en 2006 de forma independiente, pero fue fabricado por Rusia y el diseño del cohete tampoco era autóctono. Canadá fue el tercer país en fabricar un satélite y lanzarlo al espacio, aunque utilizó un cohete estadounidense y fue lanzado desde Estados Unidos. El San Marco 2 de Italia fue lanzado el 26 de abril de 1967 utilizando un cohete Scout estadounidense. Australia lanzó su primer satélite el 29 de noviembre de 1967, sin embargo utilizaba un cohete donado Redstone. Las capacidades de lanzamiento del Reino Unido y Francia están ahora bajo la ESA y la capacidad de lanzamiento de la Unión Soviética bajo Rusia. El Libertad 1 de Colombia lanzado en 2007 es un satélite miniaturizado de menos de 1 kg. El 28 de septiembre de 2012 fue lanzado en China el segundo satélite propiedad de Venezuela, el satélite de observación Miranda (VRSS-1, por sus sigla en inglés). El 26 de abril de 2013, Ecuador lanzó su primer satélite, construido dentro del país, con la ayuda de un cohete chino. El 20 de diciembre de 2013, Bolivia lanzó su primer satélite, construido en China, con la ayuda de un cohete chino.
Perú desarrolló sus dos primeros satélites, PUCP SAT-1 y Pocket-PUCP, que fueron lanzados y puestos en órbita el 21 de noviembre del 2013 por un cohete ruso Dnepr-1. El satélite costarricense Batsú-CS1, construido en el país por la Asociación Centroamericana de Aeronáutica y del Espacio (ACAE) y el Instituto Tecnológico de Costa Rica (TEC), fue lanzado el día 2 de abril de 2018 con la ayuda de la compañía estadounidense SpaceX, por medio del cohete Falcon 9.

## Ataques contra satélites artificiales
Desde mediados de la década de 2000, organizaciones militantes han pirateado satélites para emitir propaganda y robar datos secretos de redes militares de comunicaciones.